# وانگ هایبو (شناگر)
وانگ هایبو (انگلیسی: Wang Haibo؛ زادهٔ ۷ فوریهٔ ۱۹۸۲) شناگر اهل چین است. وی در بازی‌های المپیک تابستانی ۲۰۰۴ شرکت کرده‌است.